# Майкъл Шийн
Майкъл Шийн (на английски: Michael Sheen) е уелски актьор.
Роден е в Нюпорт, Уелс, Великобритания на 5 февруари 1969 г. Фен на футбола, като дете дори получава покана за проби вън ФК „Арсенал“, но отказва и скоро след това започва да се занимава с театър.
Играе много запомнящи се роли и получава 3 номинации за престижната награда „Лорънс Оливие“. Снима се в киното, като най-известен става с ролите на действителни личности от историята като Тони Блеър в „Сделката“, „Кралицата“ и „Специална връзка“, Дейвид Фрост във „Фрост/Никсън“, Брайън Клъф в „Проклетият Лийдс Юнайтед“, Нерон в телевизионния сериал „Древен Рим: Възходът и падението на една империя“, Хърбърт Уелс в HG Wells: War with the World и др.
Носител е на званието Офицер на Ордена на Британската империя.
Има дете от колежката си Кейт Бекинсейл, с която има връзка в продължение на 7 години, преди тя да започне да излиза с режисьора Лен Уайзмън през 2003 г.

## Филмография
| Година | Филм                                             | Роля                     | Бележки |
| ------ | ------------------------------------------------ | ------------------------ | --- |
| 1993   | Gallowglass                                      | Джо                      | Трисериен телевизионен сериал |
| 1995   | Отело                                            | Лодовико                 | |
| 1996   | Мери Райли                                       | Брадшоу                  | |
| 1997   | Уайлд                                            | Роби Рос                 | |
| 1998   | Lost in France                                   | Оуен                     | Телевизионен филм |
| 2002   | Heartlands                                       | Колин                    | |
| 2002   | Четирите пера                                    | Уилям Тренч              | |
| 2003   | Bright Young Things                              | Майлс                    | |
| 2003   | Подземен свят                                    | Луциан                   | |
| 2003   | Сделката                                         | Тони Блеър               | Телевизионен филм |
| 2003   | Фатален срок                                     | Лорд Оливър              | |
| 2004   | Закони на привличането                           | Торн Джеймисън           | |
| 2004   | Dirty Filthy Love                                | Марк Фърнес              | Телевизионен филм Номинация за най-добър актьор – Телевизионни награди БАФТА Номинация за най-добър актьор – Ройъл Телевижън Съсайети |
| 2004   | The Banker                                       | Банкерът                 | Късометражен филм |
| 2005   | Dead Long Enough                                 | Хари Джоунс              | |
| 2005   | Небесно царство                                  | Свещеник                 | |
| 2005   | The Open Doors                                   | Фръмтън Нътъл            | Късометражен филм |
| 2005   | The League of Gentlemen's Apocalypse             | Джеръми Дайсън           | |
| 2006   | Подземен свят: Еволюция                          | Луциан                   | Само ретроспективни кадри |
| 2006   | Kenneth Williams: Fantabulosa!                   | Кенет Уилямс             | Телевизионен филм Номинация за най-добър актьор – Телевизионни награди БАФТА Номинация за най-добър актьор – Ройъл Телевижън Съсайети |
| 2006   | Кралицата                                        | Тони Блеър               | Най-добър поддържащ актьор – Kansas City Film Critics Circle Award Най-добър поддържащ актьор – Los Angeles Film Critics Association Award Най-добър поддържащ актьор – Toronto Film Critics Association Award Номинация за най-добър поддържащ актьор – Кинонагради БАФТА Номинация за най-добър поддържащ актьор – Chicago Film Critics Association Award |
| 2006   | Древен Рим: Възходът и падението на една империя | Нерон                    | Шестсериен телевизионен сериал |
| 2006   | HG Wells: War with the World                     | Хърбърт Уелс             | Телевизионен филм |
| 2006   | Кървав Диамант                                   | Рупърт аймънс            | |
| 2007   | Music Within                                     | Арт Хънимен              | |
| 2007   | Airlock Or How To Say Goodbye In Space           | Адам Бантън              | Късометражен филм |
| 2008   | Фрост/Никсън                                     | Дейвъд Фрост             | Филмът е номиниран за пет Оскара Номинация за най-добър британски актьор на годината – London Film Critics' Circle Award Номинация за изключително изпълнение на актьорски колектив – Screen Actors Guild Award |
| 2009   | Подземен свят: Възходът на Върколаците           | Луциан                   | |
| 2009   | Проклетият Лийдс Юнайтед                         | Брайън Клъф              | Номинация за най-добър актьор – Satellite Award |
| 2009   | My Last Five Girlfriends                         | Бърнъм                   | |
| 2009   | Здрач 2: Новолуние                               | Аро                      | |
| 2010   | Unthinkable                                      | Янгър                    | |
| 2010   | Алиса в страната на чудесата                     | Белият заек              | Озвучава ролята |
| 2010   | Трон: Заветът                                    | Собственик на нощен клуб | |
| 2010   | Специална връзка                                 | Тони Блеър               | |
| 2010   |                                                  |                          | |
| 2016   | Пасажери                                         | андроида Артър           | |
| 2019   | Добри поличби (Good Omens)                       | Азирафел                 | Шестсериен сериал |